# Baraboj (Ukraina)
Baraboj (ukr. Барабой, ros. Барабой) – wieś na Ukrainie, w obwodzie odeskim, w rejonie odeskim.
Znajduje tu się przystanek kolejowy Zoria na linii Odessa - Arcyz.